# Rhinophis dorsimaculatus
Rhinophis dorsimaculatus là một loài rắn trong họ Uropeltidae. Loài này được Deraniyagala mô tả khoa học đầu tiên năm 1941.